# 呼吉尔诺尔 (鄂温克族自治旗)
呼吉尔诺尔是一个位于中国内蒙古自治区呼伦贝尔市鄂温克族自治旗巴彦托海镇境内的鹹水湖，地处鄂温克族自治旗县城西郊，水位618米，湖长2.0千米，最大宽0.8千米，平均宽0.6千米，面积1.2平方千米。
2019年鄂温克族自治旗人民政府公布的呼吉尔诺尔管理范围中记载：呼吉尔诺尔湖面呈不规则椭圆形，周长4535米。湖面由东向西逐渐变窄，呈三角状。现状水面面积为0.38平方千米，常年水面面积0.93平方千米。历史最大湖水面积为1.60平方千米，相应湖水位为618.00米，平均水深为0.8米。